# 한강타임즈
한강타임즈 신문기자  출신 언론인 안병욱(安秉旭) 2003년 7월24일 인터넷신문 형태로 창간되었으며, 디지털 뉴스의 초기 발행사 중 하나로 알려져 있다. 2010년 3월 16일에는 신문법에 따라 인터넷신문으로 정식 등록하였다.
대한민국의 인터넷신문사로, 정치·사회·경제·문화·연예 등 다양한 분야의 뉴스를 제공한다.

## 역사
"내 손안의 뉴스"
2003년 7월 24일에 안병욱 본인 생일 같은 날 한강타임즈를 창간하였다. 2006년 7월 24일 주간 한강타임즈도 함께 창간 종이신문도 발행했으며,2014년 7월 27일자를 마지막 발행,
현재는 오프라인 한강타임즈는 발행하지 않고 인터넷 신문에 전념하고 있다.

## 관련 매체
한강타임즈와 관련 있는 지역 언론으로는 성동저널이 있으며, 성동저널 역시 안병욱 대표가 운영하고 있는 지역 신문으로, 지역 사회와 정책 소식을 다루고 있다.

## 주요 보도
한강타임즈는 정치·사회 분야의 현안과 지역 뉴스, 문화·연예 관련 소식을 폭넓게 보도해 왔다.
특히 지방자치 정책, 교육 현안, 사회적 약자 지원 문제 등 공익성 있는 기사를 다수 발행하였다.
또한 주요 기사들이 네이버 뉴스, 다음 뉴스 등 포털 사이트에 공급되어 인용되며 디지털 플랫폼에서 영향력을 확대하고 있다.

## 수상 및 인증
- 2018년 한국인터넷신문협회 우수보도상[5]
- 인터넷신문 자율심의 준수기관 인증(한국언론진흥재단)[6]

## 디지털 플랫폼
한강타임즈는 공식 웹사이트 외에도 모바일 앱과 소셜 미디어 채널을 통해 뉴스 콘텐츠를 제공하며, 구독자와 독자 참여형 코너를 운영하고 있다.
이를 통해 지역 주민과 전국 독자 간 소통을 강화하고, 뉴스 소비 패턴에 맞춘 다양한 멀티미디어 콘텐츠를 제공한다.

## 같이 보기
| - 오마이스타 - 한겨레 - 경향신문 - 프레시안 - 미디어스 - 미디어오늘 - 라디오21 - 무브온 - 폴리뉴스 | - 민중의소리 - 프로메테우스 - 대자보 - 서프라이즈 - 뉴데일리 - 독립신문 - ize |